# Aeroporto di Yélimané
L'aeroporto di Yélimané (IATA: EYL, ICAO: GAYE) è un aeroporto maliano situato alla periferia Nord dell'abitato di Yélimané, maggiore centro e sede amministrativa del comune rurale di Guidimé.